# جهان وارکرفت: خشم پادشاه لیچ
دنیای وارکرفت: خشم پادشاه لیچ (به انگلیسی: World of Warcraft: Wrath of the Lich King) عنوان دومین بسته الحاقی برای بازی ویدئویی نقش‌آفرینی برخط چندنفره گسترده دنیای وارکرفت و دنبالهٔ جنگ‌های صلیبی سوزان است. این بسته شامل یک نوع قهرمان جدید شوالیهٔ مرگ (به انگلیسی: Death knight) و یک قارهٔ جدید به نام نرثرند (northrend) می‌باشد و بیشتر بازیکنان در این قاره به بازی می‌پردازند. لیچ کینگ همان آرتاس منتیل در بازی وارکرفت ۳: پادشاهی آشوب نیز می‌باشد. این نسخه جزء محبوب‌ترین نسخه‌های جهان وارکرفت به‌شمار می‌رود. در این پچ لیچ کینگ از خواب برمی‌خیزد و بار دیگر خطر اسکورج آذراث رو تهدید می‌کند. قهرمانان اتحاد و هورد به آیسکرون سیتادل حمله می‌کنند تا به آرتاس و لیچ کینگ خاتمه دهند.